# Llista de topònims de Bossòst
Llista de topònims (noms propis de lloc) del municipi de Bossòst, a la Val d'Aran
Informació actualitzada per un bot. Els canvis manuals es perdran quan s'actualitzi!

## borda
| imatge | Nom                        | Ubicat a | instància de | Detalls | coordenades                                                          | Protecció | Commons (més fotos) | Dades a WD                    |
| ------ | -------------------------- | -------- | ------------ | ------- | -------------------------------------------------------------------- | --------- | ------------------- | ----------------------------- |
|        | Bòrda Garraus              | Bossòst  | borda        |         | 42° 47′ 07″ N, 0° 40′ 31″ E / 42.7852813069686°N,0.675312703621809°E |           |                     | Modifica les dades a Wikidata |
|        | Bòrda Sabarta              | Bossòst  | borda        |         | 42° 46′ 55″ N, 0° 41′ 02″ E / 42.78184°N,0.68389°E                   |           |                     | Modifica les dades a Wikidata |
|        | Bòrda de Tròi              | Bossòst  | borda        |         | 42° 45′ 18″ N, 0° 41′ 35″ E / 42.755072532957°N,0.69296925507589°E   |           |                     | Modifica les dades a Wikidata |
|        | Bòrdes de Bossòst          | Bossòst  | borda        |         | 42° 47′ 13″ N, 0° 43′ 03″ E / 42.787080215779°N,0.71745425400826°E   |           |                     | Modifica les dades a Wikidata |
|        | Bòrdes de Sapòda           | Bossòst  | borda        |         | 42° 47′ 24″ N, 0° 40′ 55″ E / 42.789967385112°N,0.68189204632787°E   |           |                     | Modifica les dades a Wikidata |
|        | Cabana dera Artiga d'Aubàs | Bossòst  | borda        |         | 42° 45′ 28″ N, 0° 39′ 03″ E / 42.7577678035218°N,0.650875571595158°E |           |                     | Modifica les dades a Wikidata |
|        | Cabana deth Cap deth Bòsc  | Bossòst  | borda        |         | 42° 45′ 27″ N, 0° 39′ 07″ E / 42.7574909164834°N,0.651863629209208°E |           |                     | Modifica les dades a Wikidata |
|        | Cabana deth Pastor         | Bossòst  | borda        |         | 42° 45′ 10″ N, 0° 38′ 58″ E / 42.7527601369777°N,0.649512998379403°E |           |                     | Modifica les dades a Wikidata |
|        | Corrau de Samorèra         | Bossòst  | borda        |         | 42° 46′ 34″ N, 0° 40′ 13″ E / 42.776222458975°N,0.67018156526314°E   |           |                     | Modifica les dades a Wikidata |
|        | Corrau der Auet            | Bossòst  | borda        |         | 42° 46′ 42″ N, 0° 44′ 34″ E / 42.7783550200386°N,0.742718717983699°E |           |                     | Modifica les dades a Wikidata |

## casa
| imatge | Nom                 | Ubicat a | instància de | Detalls                                  | coordenades                                                            | Protecció                                  | Commons (més fotos) | Dades a WD                    |
| ------ | ------------------- | -------- | ------------ | ---------------------------------------- | ---------------------------------------------------------------------- | ------------------------------------------ | ------------------- | ----------------------------- |
|        | Çò de Pascalet      | Bossòst  | casa         | Estil: arquitectura popular              |                                                                        | bé integrant del patrimoni cultural català |                     | Modifica les dades a Wikidata |
|        | Çò des d'Aunòs      | Bossòst  | casa         | Estil: arquitectura popular 19th century | 42° 47′ 19″ N, 0° 41′ 40″ E / 42.788505°N,0.694545°E ca:C. Sant Ròc, 5 | bé integrant del patrimoni cultural català | Çò des d'Aunòs      | Modifica les dades a Wikidata |
|        | Çò des de Benosa    | Bossòst  | casa         | Estil: arquitectura popular              | 42° 47′ 19″ N, 0° 41′ 40″ E / 42.78854°N,0.694549°E 705 msnm           | bé integrant del patrimoni cultural català |                     | Modifica les dades a Wikidata |
|        | Çò deth Mètge Campà | Bossòst  | casa         | Estil: arquitectura popular 18th century | 42° 47′ 08″ N, 0° 41′ 28″ E / 42.78565°N,0.691189°E ca:C. Mètge Campà  | bé integrant del patrimoni cultural català | Çò deth Mètge Campà | Modifica les dades a Wikidata |

## castell
| imatge | Nom                   | Ubicat a | instància de | Detalls      | coordenades | Protecció                                            | Commons (més fotos) | Dades a WD                    |
| ------ | --------------------- | -------- | ------------ | ------------ | --- | ---------------------------------------------------- | ------------------- | ----------------------------- |
|        | Castell d'Era Castèra | Bossòst  | castell      | 12nd century | 42° 47′ 25″ N, 0° 41′ 30″ E / 42.790238°N,0.691598°E 914 msnm                                                              | bé d'interès cultural bé cultural d'interès nacional |                     | Modifica les dades a Wikidata |
|        | Castell de Bossost    | Bossòst  | castell      |              | 42° 47′ 25″ N, 0° 41′ 30″ E / 42.7902277778°N,0.691552777778°E ca:damunt la roca de Casteràs oc:Soala de Casteràs 914 msnm | bé d'interès cultural bé cultural d'interès nacional | Casteth de Bossòst  | Modifica les dades a Wikidata |

## edifici
| imatge | Nom                       | Ubicat a | instància de | Detalls                      | coordenades                                          | Protecció                                  | Commons (més fotos)       | Dades a WD                    |
| ------ | ------------------------- | -------- | ------------ | ---------------------------- | ---------------------------------------------------- | ------------------------------------------ | ------------------------- | ----------------------------- |
|        | Bocard dera Mena Victòria | Bossòst  | edifici      | Estil: arquitectura popular  | 42° 47′ 13″ N, 0° 41′ 42″ E / 42.787058°N,0.695128°E | bé integrant del patrimoni cultural català | Bocard dera Mena Victòria | Modifica les dades a Wikidata |
|        | Soala de Casteràs         | Bossòst  | edifici      | Estil: arquitectura romànica | 42° 47′ 24″ N, 0° 41′ 30″ E / 42.790118°N,0.691714°E | bé integrant del patrimoni cultural català | Soala de Casteràs         | Modifica les dades a Wikidata |

## església
| imatge | Nom                                          | Ubicat a | instància de    | Detalls                                                       | coordenades                                                                | Protecció                                  | Commons (més fotos)                             | Dades a WD                    |
| ------ | -------------------------------------------- | -------- | --------------- | ------------------------------------------------------------- | -------------------------------------------------------------------------- | ------------------------------------------ | ----------------------------------------------- | ----------------------------- |
|        | Mare de Déu de la Pietat de Bossòst          | Bossòst  | església ermita | Estil: arquitectura popular                                   | 42° 46′ 55″ N, 0° 41′ 26″ E / 42.781969°N,0.690493°E                       | bé integrant del patrimoni cultural català | Capella de la Pietat (Bossòst)                  | Modifica les dades a Wikidata |
|        | Sant Antòni                                  | Bossòst  | església ermita |                                                               | 42° 46′ 09″ N, 0° 40′ 49″ E / 42.769222567521°N,0.6802217733523°E 878 msnm |                                            |                                                 | Modifica les dades a Wikidata |
|        | Sant Joan Crisòstom de Bossòst               | Bossòst  | església        | Estil: arquitectura popular 20th century                      | 42° 47′ 15″ N, 0° 41′ 26″ E / 42.787468°N,0.690625°E 759 msnm              | bé integrant del patrimoni cultural català | Sant Joan Crisòstom de Bossòst                  | Modifica les dades a Wikidata |
|        | Sant Sebastià i Sant Fabià de Bossòst        | Bossòst  | església ermita | Estil: arquitectura popular                                   | 42° 47′ 07″ N, 0° 41′ 37″ E / 42.785208°N,0.693567°E                       | bé integrant del patrimoni cultural català | Capella de Sant Sebastià i Sant Fabià (Bossòst) | Modifica les dades a Wikidata |
|        | capella de Sant Antoni                       | Bossòst  | església ermita | Estil: arquitectura popular                                   | 42° 46′ 04″ N, 0° 40′ 57″ E / 42.767879°N,0.682419°E                       | bé integrant del patrimoni cultural català |                                                 | Modifica les dades a Wikidata |
|        | capella de Sant Cerat                        | Bossòst  | església ermita | Estil: arquitectura popular 20th century                      | 42° 47′ 06″ N, 0° 41′ 24″ E / 42.785°N,0.689995°E ca:Carrer de Sant Cerat  | bé integrant del patrimoni cultural català | Sant Cerat de Bossòst                           | Modifica les dades a Wikidata |
|        | capella de Sant Roc                          | Bossòst  | església ermita | Estil: arquitectura popular                                   | 42° 47′ 21″ N, 0° 41′ 46″ E / 42.789251°N,0.696092°E ca:Carrer de Sant Ròc | bé integrant del patrimoni cultural català | Capella de Sant Ròc (Bossòst)                   | Modifica les dades a Wikidata |
|        | església de la Mare de Déu de la Purificació | Bossòst  | església        | Estil: arquitectura romànica Anomenat per: Assumpció de Maria | 42° 47′ 09″ N, 0° 41′ 32″ E / 42.7858°N,0.6922°E                           | bé cultural d'interès nacional             | Glèisa dera Assompcion de Maria (Bossòst)       | Modifica les dades a Wikidata |

## muntanya
| imatge | Nom                      | Ubicat a                    | instància de | Detalls | coordenades                                                        | Protecció | Commons (més fotos)      | Dades a WD                    |
| ------ | ------------------------ | --------------------------- | ------------ | ------- | ------------------------------------------------------------------ | --------- | ------------------------ | ----------------------------- |
|        | Cap d'Artigalonga        | Bossòst Alta Garona         | muntanya     |         | 42° 47′ 28″ N, 0° 39′ 14″ E / 42.791075°N,0.65389722°E 1818 msnm   |           | Cap d'Artigalonga        | Modifica les dades a Wikidata |
|        | Casteret                 | Bossòst                     | muntanya     |         | 42° 47′ 26″ N, 0° 42′ 47″ E / 42.7905°N,0.713122°E 1269 msnm       |           | Casteret (Bossòst)       | Modifica les dades a Wikidata |
|        | Era Montanheta           | Bossòst Sòda                | muntanya     |         | 42° 48′ 00″ N, 0° 39′ 58″ E / 42.800017°N,0.666075°E 1993 msnm     |           | Era Montanheta (Bossòst) | Modifica les dades a Wikidata |
|        | Era Trona                | Arres Bossòst               | muntanya     |         | 42° 45′ 01″ N, 0° 39′ 55″ E / 42.7503°N,0.665261°E 2088 msnm       |           | Era Trona                | Modifica les dades a Wikidata |
|        | Es Antenes               | Bossòst                     | muntanya     |         | 42° 45′ 23″ N, 0° 38′ 47″ E / 42.7563°N,0.646458°E 1832.8 msnm     |           |                          | Modifica les dades a Wikidata |
|        | Pica dera Gossetèra      | Bossòst                     | muntanya     |         | 42° 47′ 06″ N, 0° 38′ 52″ E / 42.7851°N,0.647692°E 1884 msnm       |           | Pica dera Gossetèra      | Modifica les dades a Wikidata |
|        | Tuc d'Aubàs              | Bossòst Banhèras de Luishon | muntanya     |         | 42° 45′ 07″ N, 0° 39′ 39″ E / 42.75188417°N,0.66093611°E 2073 msnm |           | Tuc d'Aubàs              | Modifica les dades a Wikidata |
|        | Tuc de Pujastó           | Bossòst                     | muntanya     |         | 42° 47′ 53″ N, 0° 39′ 39″ E / 42.79818056°N,0.66075°E 2016 msnm    |           | Tuc de Pujastó           | Modifica les dades a Wikidata |
|        | Tuc de Saublanca         | Bossòst Banhèras de Luishon | muntanya     |         | 42° 47′ 42″ N, 0° 39′ 27″ E / 42.795132°N,0.657637°E 1952 msnm     |           | Tuc de Saublanca         | Modifica les dades a Wikidata |
|        | Tuc dera Clòta           | Bossòst                     | muntanya     |         | 42° 46′ 22″ N, 0° 39′ 56″ E / 42.7727°N,0.665506°E 1390.9 msnm     |           |                          | Modifica les dades a Wikidata |
|        | Tuc dera Gossetèra       | Bossòst Banhèras de Luishon | muntanya     |         | 42° 46′ 58″ N, 0° 38′ 44″ E / 42.78281111°N,0.64556667°E 1901 msnm |           | Tuc dera Gossetèra       | Modifica les dades a Wikidata |
|        | Tuc des Neres            | Les Bossòst                 | muntanya     |         | 42° 47′ 36″ N, 0° 44′ 13″ E / 42.7933°N,0.737083°E 2244 msnm       |           | Tuc des Neres (Bossòst)  | Modifica les dades a Wikidata |
|        | Tuc deth Plan dera Sèrra | Bossòst                     | muntanya     |         | 42° 45′ 18″ N, 0° 38′ 21″ E / 42.7549°N,0.639153°E 1977.1 msnm     |           |                          | Modifica les dades a Wikidata |

## pont
| imatge | Nom             | Ubicat a      | instància de | Detalls                                      | coordenades                                                          | Protecció                                  | Commons (més fotos) | Dades a WD                    |
| ------ | --------------- | ------------- | ------------ | -------------------------------------------- | -------------------------------------------------------------------- | ------------------------------------------ | ------------------- | ----------------------------- |
|        | Pas deth Lop    | Arres Bossòst | pont         | Travessa: Garona                             | 42° 45′ 36″ N, 0° 41′ 34″ E / 42.7599341671303°N,0.692746346553444°E |                                            |                     | Modifica les dades a Wikidata |
|        | Pont de Bossòst | Bossòst       | pont         | Estil: arquitectura popular Travessa: Garona | 42° 47′ 07″ N, 0° 41′ 35″ E / 42.785229°N,0.693189°E                 | bé integrant del patrimoni cultural català | Pont de Bossòst     | Modifica les dades a Wikidata |
|        | Pònt de Cledes  | Bossòst       | pont         | Travessa: Garona                             | 42° 47′ 38″ N, 0° 41′ 55″ E / 42.7938672910925°N,0.698699552652966°E |                                            | Pònt de Cledes      | Modifica les dades a Wikidata |

## serra
| imatge | Nom                        | Ubicat a            | instància de | Detalls | coordenades                                                          | Protecció | Commons (més fotos) | Dades a WD                    |
| ------ | -------------------------- | ------------------- | ------------ | ------- | -------------------------------------------------------------------- | --------- | ------------------- | ----------------------------- |
|        | montanha d'Estanh Long     | Bossòst             | serra        |         | 42° 47′ 12″ N, 0° 44′ 40″ E / 42.78670833°N,0.74449444°E 2518.6 msnm |           |                     | Modifica les dades a Wikidata |
|        | sèrra baisha deth Montlude | Bossòst Vilamòs     | serra        |         | 42° 46′ 55″ N, 0° 45′ 24″ E / 42.78201111°N,0.75667778°E 2518.6 msnm |           |                     | Modifica les dades a Wikidata |
|        | sèrra deth Montlude        | Bossòst Les Vilamòs | serra        |         | 42° 47′ 15″ N, 0° 44′ 35″ E / 42.787416°N,0.74292°E 2518.6 msnm      |           |                     | Modifica les dades a Wikidata |

## Misc
| imatge | Nom                               | Ubicat a                             | instància de                                                          | Detalls                                                       | coordenades                                                                                       | Protecció                                  | Commons (més fotos)        | Dades a WD                    |
| ------ | --------------------------------- | ------------------------------------ | --------------------------------------------------------------------- | ------------------------------------------------------------- | ------------------------------------------------------------------------------------------------- | ------------------------------------------ | -------------------------- | ----------------------------- |
|        | Bossòst                           | Bossòst                              | entitat singular de població capital municipal                        | 1144 hab                                                      | 42° 47′ 08″ N, 0° 41′ 33″ E / 42.78566447°N,0.69240158°E 711 msnm                                 |                                            |                            | Modifica les dades a Wikidata |
|        | Casteràs                          | Bossòst                              | indret                                                                |                                                               | 42° 47′ 43″ N, 0° 41′ 16″ E / 42.79521667°N,0.68791389°E 1180 msnm                                |                                            |                            | Modifica les dades a Wikidata |
|        | Central hidroelèctrica de Bossòst | Bossòst                              | central hidroelèctrica                                                |                                                               | 42° 46′ 34″ N, 0° 41′ 25″ E / 42.77601°N,0.690409°E 722 msnm                                      |                                            | Central de Bossòst         | Modifica les dades a Wikidata |
|        | Estinuera                         | Bossòst                              | vèrtex geodèsic                                                       | Alt: 1.2m                                                     | 42° 47′ 53″ N, 0° 39′ 39″ E / 42.798187°N,0.660797°E 2016.312 msnm                                |                                            |                            | Modifica les dades a Wikidata |
|        | Eth Casteret de Bossòst           | Bossòst                              | torre de sentinella                                                   | Estil: arquitectura romànica 13rd century                     | 42° 47′ 26″ N, 0° 42′ 42″ E / 42.790426°N,0.71169°E ca:Camí dera Lana 1067 msnm                   | bé integrant del patrimoni cultural català | Eth Casteret de Bossòst    | Modifica les dades a Wikidata |
|        | Eth Portilhon                     | Bossòst Sent Mamet                   | collada espai d'interès natural                                       | Hi passa: Route nationale 618 N-141                           | 42° 46′ 09″ N, 0° 39′ 36″ E / 42.76916667°N,0.66°E 1293 msnm                                      |                                            | Eth Portilhon              | Modifica les dades a Wikidata |
|        | Garona                            | Occitània Vall d'Aran Nova Aquitània | riu                                                                   | Desemboca: estuari de la Gironda Llarg: 647km Conca: 56000km² | 42° 37′ 04″ N, 0° 58′ 08″ E / 42.6178°N,0.9689°E 45° 02′ 19″ N, 0° 36′ 40″ O / 45.0386°N,0.6111°O |                                            | Garonne                    | Modifica les dades a Wikidata |
|        | La Mòla de Bossòst                | Bossòst                              | molí d'aigua                                                          | Estil: arquitectura popular                                   | 42° 47′ 07″ N, 0° 41′ 38″ E / 42.785251°N,0.693785°E                                              | bé integrant del patrimoni cultural català | La Mòla de Bossòst         | Modifica les dades a Wikidata |
|        | Lauadèr de Bossòst                | Bossòst                              | safareig                                                              | Estil: arquitectura popular 19th century                      | 42° 47′ 12″ N, 0° 41′ 27″ E / 42.78668°N,0.690919°E ca:C. St. Cerat, 20                           | bé cultural d'interès local                | Lauadèr de Bossòst         | Modifica les dades a Wikidata |
|        | Mina Margalida                    | Bossòst                              | mina                                                                  | Estil: arquitectura popular                                   | 42° 46′ 56″ N, 0° 43′ 57″ E / 42.78219°N,0.73262°E                                                | bé integrant del patrimoni cultural català |                            | Modifica les dades a Wikidata |
|        | Montanhes de Les e Bossòst        | Bausen Les Bossòst                   | espai d'interès natural àrea protegida Pla d'Espais d'Interès Natural | 1992 Superfície: 3010.51483ha                                 | 42° 49′ N, 0° 41′ E / 42.82°N,0.69°E                                                              |                                            | Montanhes de Les e Bossòst | Modifica les dades a Wikidata |
|        | N-141                             | Bossòst                              | carretera nacional d'Espanya carretera                                | Llarg: 8.5km                                                  | 42° 46′ 24″ N, 0° 40′ 40″ E / 42.773251°N,0.677644°E                                              |                                            |                            | Modifica les dades a Wikidata |
|        | Sobala de Casteràs                | Bossòst                              | cova                                                                  |                                                               | 42° 47′ 32″ N, 0° 41′ 27″ E / 42.7921873971003°N,0.690851100715326°E                              |                                            |                            | Modifica les dades a Wikidata |
|        | casa consistorial de Bossòst      | Bossòst                              | casa consistorial                                                     |                                                               | 42° 47′ 08″ N, 0° 41′ 32″ E / 42.785658°N,0.6923094°E                                             |                                            | Town hall of Bossòst       | Modifica les dades a Wikidata |
|        | passeig de la Garona              | Bossòst                              | carrer                                                                | Estil: arquitectura popular                                   | 42° 47′ 07″ N, 0° 41′ 33″ E / 42.785208°N,0.692607°E                                              | bé integrant del patrimoni cultural català | Passeg deth Grauèr         | Modifica les dades a Wikidata |